# Поршнева, Елена Рафаэльевна
Еле́на Рафаэ́льевна По́ршнева (род. 6 июля 1945, Горький) — советский и российский учёный-филолог, педагог, кандидат филологических наук, доктор педагогических наук, профессор.

## Биография
Родилась 6 июля 1945 года в г. Горьком.
В 1967 году окончила Горьковский государственный педагогический институт иностранных языков им. Н. А. Добролюбова по специальности французский, немецкий языки. Квалификация: «преподаватель французского, немецкого языка, звание учитель средней школы.»
В 1975 г. в Ленинградском педагогическом институте им. А. И. Герцена защитила кандидатскую диссертацию «Французская поэтическая фразеология XVIII века», научные руководители — профессор Е. Г. Эткинд и профессор А. Д. Григорьева. В 2004 г. защитила докторскую диссертацию «Междисциплинарные основы базовой лингвистической подготовки специалистов-переводчиков».
В 1994 — 1997 гг. — эксперт по лингводидактике в федеральной программе «Реформирование преподавания и переподготовка преподавателей иностранных языков».
Работает в НГЛУ им. Н. А. Добролюбова. Много лет возглавляла кафедру Теории и практики французского языка и перевода. В настоящее время — профессор кафедры..
Член Международной федерации преподавателей французского языка. Президент Межрегиональной общественной организации преподавателей французского языка, вице-президент общественной организации «Альянс Франсез — Нижний Новгород».

## Научная деятельность
Е. Р. Поршнева — одна из последних учеников профессора Е. Г. Эткинда до его вынужденного отъезда из СССР.
Автор более 150 научных и научно-методических работ на русском и французском языках по теории и методике профессиональной подготовки переводчиков, лингводидактике, дидактике переводческой деятельности, когнитивной психологии, теории дискурса, психолингвистике, сопоставительному терминоведению, психологии межкультурной коммуникации.
Является автором концепции междисциплинарной базовой лингвистической подготовки специалиста-переводчика.
Руководит диссертационными исследованиями по теории и методике профессиональной подготовки переводчиков.

## Основные работы
Книги
- Поршнева Е. Р., Баранова Е. Г., Жигалев Б. А. Основы профессионального чтения для переводчиков (французский язык, продвинутый этап). Н.Новгород: НГЛУ им Н. А. Добролюбова, 2011. 125 с.
- Поршнева Е. Р. Базовая лингвистическая подготовка переводчика. Н. Новгород: ННГУ им. Н. И. Лобачевского, 2002. 148 с.
- Баранова Е. Г. Поршнева Е. Р. Основы профессионального чтения для переводчиков (французский язык) Lecture professionnelle pour les traducteurs.: учебное пособие — М: Флинта: Наука. 2017, — 144 с.
- Лапшин С. В., Поршнева Е. Р. Лексические ловушки для начинающего переводчика. М.: Изд-во ФЛИНТА, 2018 — 176с.

Статьи
- Поршнева Е. Р., (2018). Становление дидактики переводческой деятельности: методологические проблемы и трудности / Глава в монографии: Дидактика перевода: традиции и инновации: коллективная монография под общ. ред. Н. Н. Гавриленко. — М.: Изд.-во ФЛИНТА, 2018. С. 6-27 (РИНЦ)
- Поршнева, Е.Р., Кузьмин, Р.А., Выработка профессионально значимого грамматического навыка в процессе языковой подготовки будущего переводчика // Индустрия перевода: материалы X межд. науч. практ. конф. (Пермь, 1-4 июн. 2018 г.). Пермь: ПНИПУ, 2018. С. 218—223 (РИНЦ)
- Поршнева Е. Р., Краснова М. А. (2018) "Опыт разработки учебно-методического пособия «Введение в мир французского языка и профессию переводчика» — Иностранные языки в школе № 6 2018, Москва С. 39-46 (ВАК)
- Папилова Ю. О., Поршнева Е. Р. (2018) «Опыт обучения устному переводу в ситуации межкультурного взаимодействия: ситуативно-контекстный подход» — Проблемы языкознания и педагогики № 1, 2018 //Вестник ПНИПУ, Пермь (ВАК)
- Поршнева Е. Р., Абдулмянова И. Р. (2018) "Тандемное обучение как средство профессионализации языковой подготовки лингвистов //Вестник Томского национального исследовательского университета . Томск, 2018. С.244 (Web of Science)
- Поршнева Е. Р., Марке Д. (2015). L’enseignement modulaire en langues étrangères //Актуальные проблемы романских языков и современные методики их преподавания: Материалы Международной научно-практической конференции — Казань: Хэтер, 2015. С.157-169. (РИНЦ)
- Поршнева Е. Р. Языковая подготовка переводчиков: младший этап // Методические основы подготовки переводчиков: нижегородский опыт. Н.Новгород, НГЛУ им. Н. А. Добролюбова, 2007
- Porshneva E., Abdulmianova I. (2017). Evolution of the action-based approach and the adjustment of collabortive practices for professional purposes: the case of the linguistic university of Nizhny Novgorod // Slavonic Pedagogical Studies Journal — - The scientific educational journal (PEGAS Journal) 2017, online ISSN 1339-9055, print ISSN 1339-8660. P. 161—177 (ERIH PLUS)
- Porshneva Е., Abdulmianova I. (2015). Assessing the Maturity of General Professional Competencies of Future Interpreters/ Translators: Problems and Solutions in XLinguae European scientific language journal Volume 8 Issue 4, October 2015, p. 60-65 (SCOPUS).

## Награды и почетные звания
- Почётный работник высшего профессионального образования Российской Федерации, 1997,
- Медаль К. Д. Ушинского, 2015,
- Почетный диплом Губернатора Нижегородской области, 2017,
- Почетный диплом Департамента образования Нижегородской области, 2007,
- Звание «Почетный профессор НГЛУ», 2012,
- Орден Академических Пальм, кавалер, Французская Республика, 2009.